# Bissingen (Bayern)
Bissingen ist ein Markt im schwäbischen Landkreis Dillingen an der Donau.

## Geografie

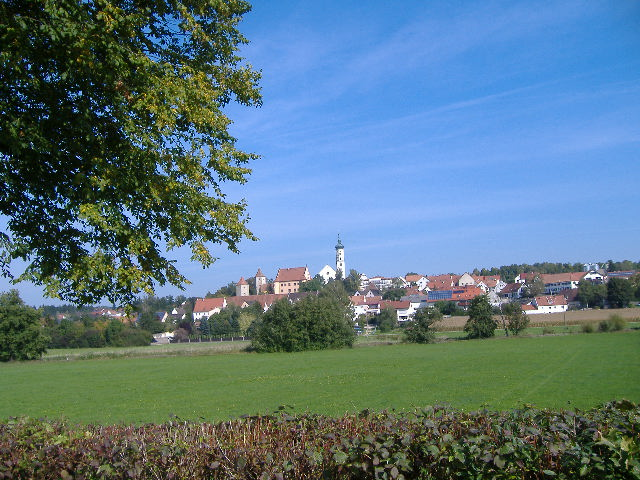
Blick auf Schloss und Pfarrkirche

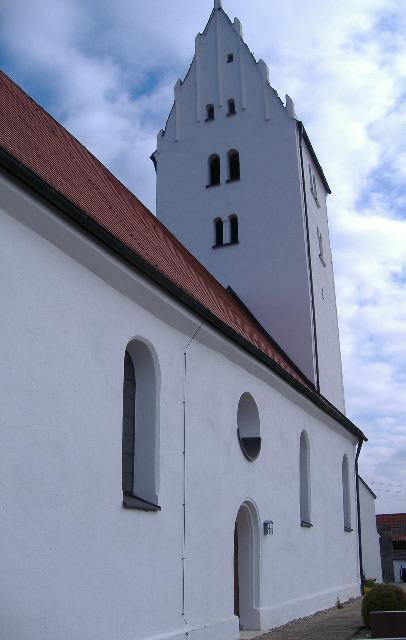
Evangelische Kirche St. Laurentius im Ortsteil Unterringingen

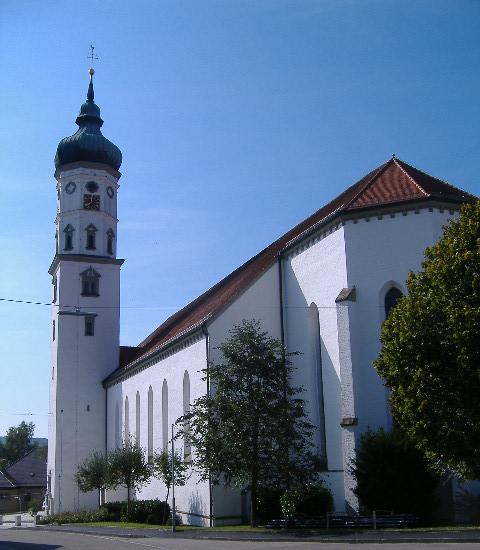
Katholische Pfarrkirche Peter und Paul

### Lage
Die Gemeinde liegt in der Region Augsburg und grenzt an den Landkreis Donau-Ries. Durch Bissingen und einige seiner Teilorte fließt die Kessel. Geologisch gehört das Gemeindegebiet zur Riesalb, dem östlichsten, nur mehr hügeligen Ausläufer der Schwäbischen Alb.

### Gemeindegliederung
Es gibt 32 Gemeindeteile (in Klammern ist der Siedlungstyp angegeben):
- Bergmühle (Einöde)
- Bissingen (Hauptort)
- Buch a.Rannenberg (Weiler)
- Buggenhofen (Kirchdorf)
- Burgmagerbein (Kirchdorf)
- Diemantstein (Pfarrdorf)
- Fronhofen (Pfarrdorf)
- Gaishardt (Kirchdorf)
- Göllingen (Dorf)
- Herrenmühle (Einöde)
- Hochdorf (Weiler)
- Hochstein (Kirchdorf)
- Hohenburgermühle (Einöde)
- Jägerhaus (Einöde)
- Kallertshofen (Weiler)
- Kesselostheim (Dorf)
- Kömertshof (Weiler)
- Leiheim (Dorf)
- Leitenhof (Einöde)
- Neutenmühle (Einöde)
- Oberliezheim (Pfarrdorf)
- Obermagerbein (Weiler)
- Oberringingen (Dorf)
- Reimertshof (Einöde)
- Stegmühle (Einöde)
- Stillnau (Pfarrdorf)
- Thalheim (Dorf)
- Tuifstädt (Weiler)
- Unterbissingen (Kirchdorf)
- Unterringingen (Pfarrdorf)
- Warnhofen (Dorf)
- Zoltingen (Dorf)

Es gibt die Gemarkungen Bissingen, Buggenhofen, Burgmagerbein, Diemantstein, Fronhofen, Gaishardt, Göllingen, Hochstein, Kesselostheim, Leiheim, Oberliezheim, Oberringingen, Stillnau, Thalheim, Unterbissingen, Unterringingen, Warnhofen und Zoltingen.

## Geschichte

### Bis zur Gemeindegründung

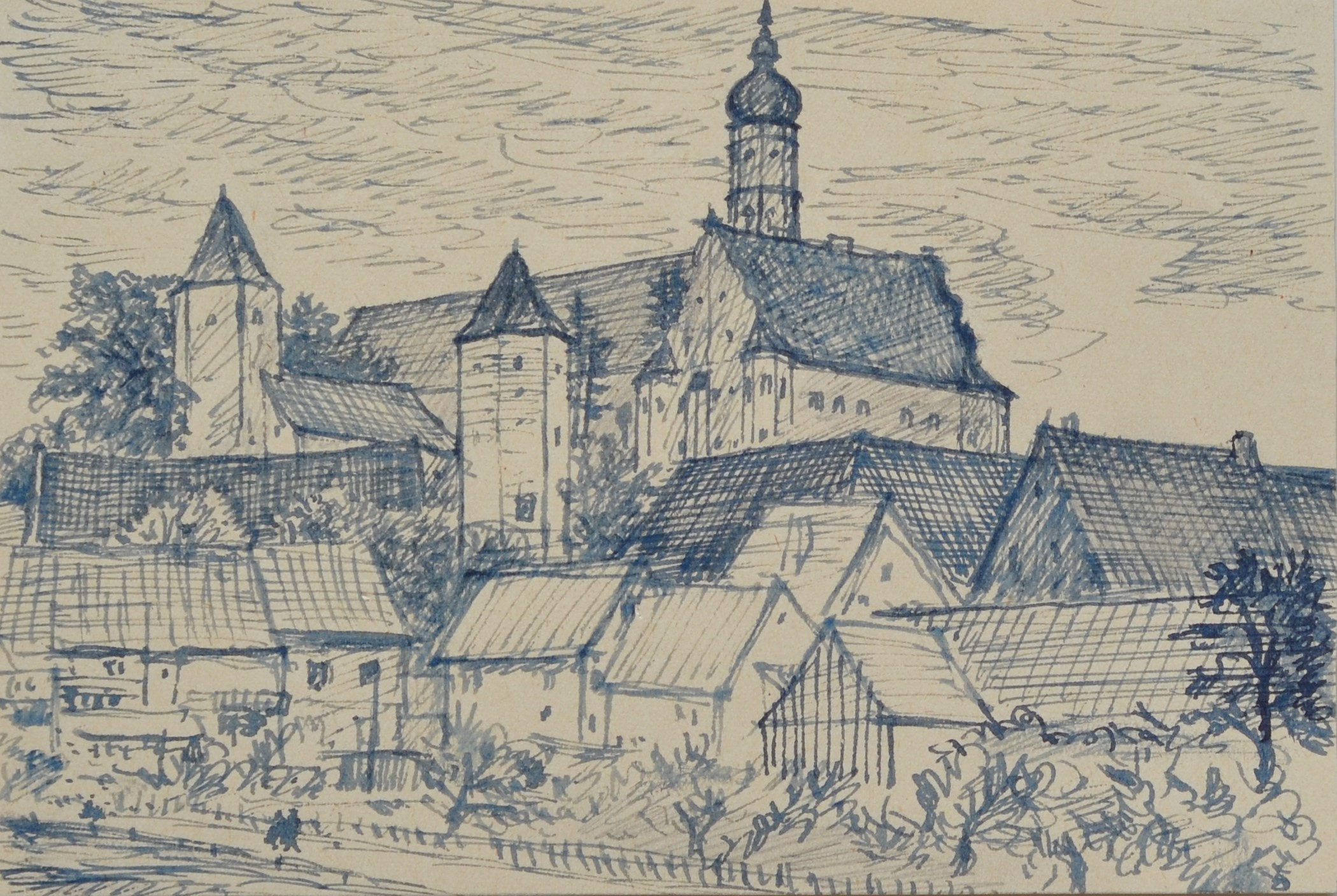
Bissingen im Jahr 1947, Zeichnung Walter Kittel

Alemannische Reihengräberfunde weisen auf eine frühe Besiedelung des Ortes hin. Urkundlich erstmals erwähnt wurde Bissingen um das Jahr 1140 in einer Schenkungsurkunde für das Chorherrenstift Berchtesgaden. Schon 1281 wurde der Ort erstmals als Markt bezeichnet. Bissingen war Bestandteil und später auch Sitz der Herrschaft Hohenburg-Bissingen, die schon vor dem Jahr 1281 mit weiten Teilen des Kesseltals in den Besitz der Grafen von Oettingen gelangt war. Seit 1327 hatten der Ort und die Herrschaft wechselnde Besitzer. Einer von ihnen, der Söldnerführer Sebastian Schertlin von Burtenbach, ließ in den Jahren 1558/59 das heutige Schloss Bissingen erbauen.
Im Jahre 1661 fielen der Markt Bissingen und die Herrschaft, die jetzt Hohenburg-Bissingen genannt wurde, zurück zum Fürstentum Oettingen-Wallerstein. Bissingen wurde Sitz eines Obervogtamts. Mit der Rheinbundakte 1806 kam der Ort zu Bayern. Im Jahre 1818 wurde im Zuge der Verwaltungsreformen in Bayern ein fürstliches Herrschaftsgericht eingerichtet, das in den Revolutionsjahren 1848/49 aufgelöst bzw. in ein Landgericht umgewandelt wurde. Dieses wurde 1862 nach Höchstädt verlegt.

### 19. und 20. Jahrhundert
Die Pfarrkirche in Bissingen wurde in den Jahren 1858 bis 1860 auf den Mauern der alten, 1682 errichteten Kirche, neu erbaut. Der 45 m hohe Zwiebelturm blieb erhalten und ist ein Wahrzeichen Bissingens.
1906 entdeckte der Apotheker Max Premauer in Bissingen eine Heilquelle, die sogenannte Bissinger Auerquelle. Dies führte auch zur Entstehung mehrerer Kurhäuser in Bissingen.

### Eingemeindungen
| Ehemalige Gemeinde | Einwohner (1970) | Datum      | Anmerkung                         |
| ------------------ | ---------------- | ---------- | --------------------------------- |
| Buggenhofen        | 64               | 01.07.1971 |                                   |
| Burgmagerbein      | 98               | 01.07.1971 |                                   |
| Diemantstein       | 247              | 01.01.1972 |                                   |
| Fronhofen          | 163              | 01.01.1972 |                                   |
| Gaishardt          | 69               | 01.07.1971 |                                   |
| Göllingen          | 119              | 01.07.1971 |                                   |
| Hochstein          | 167              | 01.07.1971 |                                   |
| Kesselostheim      | 143              | 01.07.1971 |                                   |
| Leiheim            | 69               | 01.07.1971 | Eingemeindung nach Unterringingen |
| Oberliezheim       | 181              | 01.05.1978 |                                   |
| Oberringingen      | 188              | 01.07.1971 | Eingemeindung nach Unterringingen |
| Stillnau           | 194              | 01.05.1978 |                                   |
| Thalheim           | 101              | 01.01.1972 |                                   |
| Unterbissingen     | 271              | 01.07.1971 |                                   |
| Unterringingen     | 124              | 01.05.1978 |                                   |
| Warnhofen          | 145              | 01.01.1972 |                                   |
| Zoltingen          | 115              | 01.07.1971 | Eingemeindung nach Unterringingen |

### Einwohnerentwicklung
Zwischen 1988 und 2018 wuchs die Gemeinde von 3236 auf 3650 um 414 Einwohner bzw. um 12,8 %.
| Jahr      | 1840 | 1871 | 1900 | 1925 | 1939 | 1959 | 1961 | 1970 | 1987 | 1991 | 1995 | 2000 | 2005 | 2010 | 2015 | 2017 |
| Einwohner | 3769 | 3426 | 3129 | 3039 | 2876 | 4061 | 3432 | 3359 | 3244 | 3346 | 3493 | 3610 | 3616 | 3465 | 3595 | 3630 |

(Quelle unter)

## Politik

### Gemeinderat und Bürgermeister
Der Marktgemeinderat hat 16 Mitglieder. Seit der Kommunalwahl 2020 verteilen sich die Sitze auf folgende Listen:
| Parteien und Wählergemeinschaften              | 2020  | 2020  | 2014  | 2014  |
| Parteien und Wählergemeinschaften              | %     | Sitze | %     | Sitze |
| ---------------------------------------------- | ----- | ----- | ----- | ----- |
| CSU                                            | 14,8  | 2     | 14,8  | 2     |
| Wählergemeinschaft Unterringingen und Umgebung | 12,6  | 2     | 11,4  | 2     |
| Christlicher Wählerblock Oberes Kesseltal      | 12,1  | 2     | 9,9   | 2     |
| Freie Wähler Bissingen                         | 10,1  | 2     | 12,3  | 2     |
| FDP                                            | 9,0   | 2     | 5,9   | 1     |
| Freie Unabhängige Wähler Unteres Kesseltal     | 8,7   | 1     | 7,5   | 1     |
| Bürger wählen Bürger                           | 7,6   | 1     | 14,3  | 2     |
| SPD                                            | 6,4   | 1     | 8,1   | 1     |
| Stillnauer Liste                               | 6,4   | 1     | 6,0   | 1     |
| Christliche Bürger Unteres Kesseltal           | 6,3   | 1     | 7,5   | 1     |
| Wählergemeinschaft Oberliezheim                | 5,9   | 1     | 5,0   | 1     |
| Gesamt                                         | 100,0 | 16    | 100,0 | 16    |
| Wahlbeteiligung in %                           | 69,9  | 69,9  | 73,8  | 73,8  |

Bürgermeister seit 1990 war Michael Holzinger (FW/CWB/WGU/FWU/WGO). Im Jahr 2019 wurde er durch Stephan Herreiner (CSU/FW) mit 91,7 % der Stimmen abgelöst. Michael Holzinger musste sein Amt aus gesundheitlichen Gründen vorzeitig aufgeben. Stephan Herreiner war bisher der stellvertretende Bürgermeister.

### Gemeindefinanzen
Im Jahr 2011 betrugen die Gemeindesteuereinnahmen 3.653.000 €, davon waren 1.993.000 € Gewerbesteuereinnahmen (netto).

### Wappen
| Wappen von Bissingen | Blasonierung: „Gespalten; vorne geschacht von Gold und Rot; hinten in Blau ein senkrecht stehendes, goldenes Pferdegebiss mit Kinnkette.“ |
| Wappen von Bissingen | Wappenbegründung: Der Markt Bissingen führte bisher ein altes Wappen, das bei der Neubildung des Marktes Bissingen 1972 unterging. Dieses Wappen stammt aus der Zeit vor 1500. Durch einen Siegelabdruck ist es seit 1546 überliefert. Es zeigt das für den Ortsnamen redende Pferdegebiss. Die damaligen Farben waren wie heute Gold und Blau. König Ludwig I. verlieh der Gemeinde 1839 erneut das alte Zeichen, allerdings war das Pferdegebiss nun schwarz und stand waagrecht in einem silbernen Schild. Das aktuelle Wappen führt diese Wappenfigur nun wieder in den Farben, die aus dem 16. Jahrhundert überliefert sind. Bissingen war Hauptsitz der Herrschaft Hohenburg, zu der die meisten der eingegliederten Orte gehörten. Das Gold-Rot-Schach war das Hoheitszeichen der Herrschaft Hohenburg. Es ist dem Wappen der Schenk von Schenkenstein entnommen, die 1455 die Herrschaft Hohenburg von den Grafen von Oettingen erwarben. Sie verlagerten den Mittelpunkt ihrer Herrschaft von Hohenburg nach Bissingen. |

### Gemeindepartnerschaften
Partnergemeinde von Bissingen ist Oberwiera in Sachsen.

## Sehenswürdigkeiten

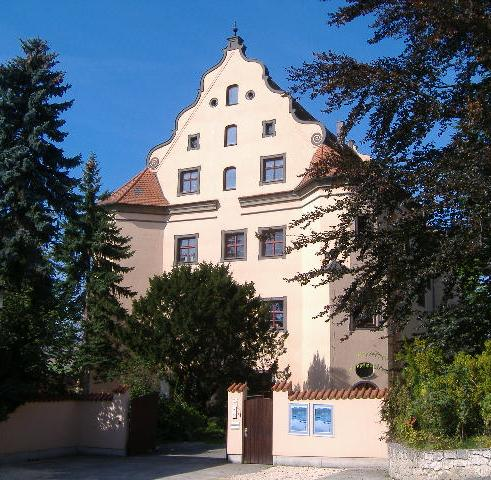
Schloss Bissingen

- Zigeunereiche in Buggenhofen
- Michelsberg Fronhofen

## Baudenkmäler
- Schloss Bissingen
- Wallfahrtskirche Mariä Himmelfahrt in Buggenhofen

## Bodendenkmäler
- Burgstall Fronhofen
- Burgstall Hochstein

## Wirtschaft und Infrastruktur

### Wirtschaft
Es gab 2011 nach der amtlichen Statistik im Bereich der Land- und Forstwirtschaft fünf, im produzierenden Gewerbe 620 und im Bereich Handel und Verkehr 90 sozialversicherungspflichtig Beschäftigte am Arbeitsort. In sonstigen Wirtschaftsbereichen waren am Arbeitsort 125 Personen sozialversicherungspflichtig beschäftigt. Sozialversicherungspflichtig Beschäftigte am Wohnort gab es insgesamt 1373. Im verarbeitenden Gewerbe gab es drei Betriebe, im Bauhauptgewerbe acht Betriebe. Im Jahr 2010 bestanden zudem 95 landwirtschaftliche Betriebe mit einer landwirtschaftlich genutzten Fläche von insgesamt 3347 ha. Davon waren 2356 ha Ackerfläche und 987 ha Dauergrünfläche.

### Bildung
Es gibt in Bissingen einen Kindergarten mit 100 Kindergartenplätzen und 84 betreuten Kindern (Stand 2012) sowie zwei Volksschulen, in denen 189 Schüler von 13 Lehrkräften unterrichtet werden (Schuljahr 2011/12).

## Persönlichkeiten
- Georg Danner († 1686), Baumeister des Barock
- Johann von Gott Fröhlich (1780–1849), klassischer Philologe
- Friedrich von Schreiber (1819–1890), von 1875 bis 1890 Erzbischof von Bamberg, in Bissingen geboren
- Alban Haas (1877–1968), katholischer Priester und Prälat, Heimat- und Kirchengeschichtler, geboren im Ortsteil Diemantstein